# EASY GOLF
『EASY GOLF』（イージーゴルフ）は、サンテレビほかで放送されているゴルフ番組である。製作局のサンテレビでは2015年11月7日から放送中。

## 概要
韓国人プロゴルファーのホ・ソクホ（S・K・ホ）を起用した番組で、ホがゲストのプロゴルファーとアマチュアゴルファーにスコアアップの秘訣とゴルフ理論をレクチャーする。進行役はフリーアナウンサーの梅田淳が務めている。
2018年10月からスタートした「Let's スコアアップ」のコーナーでは、舞夢プロのタレント・リポーター田中梨乃が出演している。

## 放送局
| 放送対象地域 | 放送局             | 系列   | 放送日時                                                                                       | 備考   |
| ------------ | ------------------ | ------ | ---------------------------------------------------------------------------------------------- | ------ |
| 兵庫県       | サンテレビ         | 独立局 | 土曜 23:00 - 23:30 （2015年11月7日 - 2016年1月2日） 土曜 23:30 - 翌0:00 （2016年1月9日 - ）    | 製作局 |
| 奈良県       | 奈良テレビ         | 独立局 | 水曜 23:58 - 翌0:28 （2015年11月11日 - 2015年12月30日） 土曜 10:30 - 10:59 （2016年1月2日 - ） |        |
| 三重県       | 三重テレビ         | 独立局 | 金曜 23:20 - 23:50 （2019年4月5日 - ）                                                         |        |
| 日本全域     | ゴルフネットワーク | CS放送 | 火曜 22:30 - 23:00 （初回放送：2015年11月10日 - ）                                             |        |
| 日本全域     | スカイ・A sports+  | CS放送 | 放送日時不定（2016年2月1日 - ）                                                                |        |